# Siemens Automation and Drives
Siemens Automation and Drives (A&D) war ein Unternehmensbereich des Siemens-Konzerns, der heutzutage in andere Geschäftsbereich überführt wurde oder aufging. Er bot ein durchgängiges Spektrum an Produkten und Systemen für die Fertigungs- und Prozessautomatisierung und die Gebäude-Elektroausrüstung, abgerundet durch ein Trainings- und Serviceangebot.
Auf Basis von Totally Integrated Automation und Totally Integrated Power realisierte Siemens A&D Lösungen für die Automatisierung und Energieverteilung.

## Historie & Ereignisse
Am 25. Januar 2007 hat Siemens die Übernahme und Eingliederung der UGS Corporation in den Bereich A&D bekannt gegeben. In diesem Zusammenhang existiert der neue Geschäftsbereich Siemens Digital Industries Software, welcher Siemens PLM Software eingliedert.
Zur Jahrespressekonferenz der Siemens AG am 8. November 2007 hat Peter Löscher verkündet, dass der Bereich A&D zum 1. Januar 2008 in den Unternehmensbereich Siemens Sector Industry eingeht. Innerhalb des Sektors wurde er in die Divisionen Industry Automation (IA) und Drive Technologies (DT) aufgeteilt.
Heutzutage existieren die Bereiche:
- Industrial Automation[5]
- Drive Technology[6]
- Building Technology[7]

## Produkte und Leistungen
Das Angebot reichte von Produkten für die Automatisierungs- und Antriebstechnik sowie die elektrische Installationstechnik über Systemlösungen zum Beispiel für Werkzeugmaschinen (z. B. SINUMERIK, CNC4you – jetzt Teil von Industrial Automation / Automation Systems) bis hin zu Branchenlösungen für alle Industrien. Ergänzend dazu bot A&D Software für die Verbindung von Produktions- und Leitebene (Horizontale und Vertikale IT-Integration) sowie zur Optimierung von Produktionsprozessen.

## Geschäftsgebiete
A&D war in folgende Geschäftsgebiete aufgeteilt:
- AS – Industrial Automation Systems
- BD – Business Development
- CD – Low-Voltage Controls and Distribution
- EA – Electronics Assembly System
- ET – Electrical Installation Technology
- LD – Large Drives
- MC – Motion Control Systems
- MD – Mechanical Drives (ehemals A. Friedr. Flender)
- SC – Sensors and Communication
- SD – Standard Drives
- SE – Systems Engineering
- PL – ehemals UGS PLM Software bzw. Siemens PLM Software (heute Teil von Siemens Digital Industries Software)

## Eckzahlen
A&D erzielte im Geschäftsjahr 2006 (30. September) mit weltweit rund 70.500 Mitarbeitern ein Bereichsergebnis von 1,572 Mrd. EUR. Dies entsprach 12,2 % des Umsatzes (12,848 Mrd. EUR).
Laut Geschäftsbericht 2006 erzielte der Bereich A&D einen Umsatz von 7,5 Mrd. EUR bei gesamt 100.245 Mitarbeitern.